# Кубанский поход (1711)
Кубанский поход 1711 года — военные действия русской армии, калмыков и кабардинцев против Кубанской орды в ходе Русско-турецкой войны 1710—1713 годов.

## Отряд Апраксина
В ходе кампании 1711 года русское правительство предприняло попытку поставить под контроль или разгромить Кубанскую орду, воспользовавшись тем, что её основные силы были направлены для отражения Прутского похода.
Указом Петра I ближнему боярину, казанскому и астраханскому губернатору Петру Апраксину было приказано «выступить из Казани с регулярными и нерегулярными войсками и быть в воинском походе, а от Царицына, сойдясь с Аюкою, калмыцким ханом, идти на Кубань, на магометанские татарские жилища для воинского промыслу, и с Божьей помощью велено Кубань Его Царскому Величеству покорить или разорить».
15 мая 1711 Апраксин направился «плавным путем» (рекой) из Казани к Царицыну с войском, состоявшим из губернаторского батальона полуполковника Григория Жеребцова (590 человек), полка бригадира Афанасия Мамонова (1200 человек), Казанского полка Федора Хрущова (1197 человек). Всего в солдатских полках было 2897 человек.
Кавалерия под командованием бригадира Афанасия Мамонова шла берегом через Симбирск и Саратов. Она состояла из губернаторского драгунского шквадрона полуполковника Ивана Фефилатьева (600 человек), Казанского драгунского полка полковника князя Ивана Львова (1333 человека), Свияжского драгунского полка иноземного полковника Филиппа Суаса (1092 человека, из них 200 были посланы за Каму), Уфимского драгунского шквадрона полуполковника Федора Нармацкого (541 человек), итого 3366 человек.
Спускаясь по Волге, Апраксин останавливался для проверки гарнизонов Симбирска, Самары и Саратова и 30 мая достиг Царицына. Там боярин огласил указ, назначив исполнять губернаторские обязанности своего четырёхмесячного сына Алексея, которого по этому случаю показали народу, завернутым в одеяло. В Царицыне к войску присоединился подошедший из Астрахани полковник Рихтер с солдатским полком в 1113 человек. В походе также участвовали генералы Александр Лопухин, Яков Колычев и пять адъютантов для полкового управления. Низовым полком командовал посыльный воевода стольник Иван Бахметев; в состав этого полка входила тысяча яицких казаков атамана Конона Аникеева. Артиллерией командовал иностранный капитан, под командой которого находились 20 русских и 18 иностранных пушкарей и 25 человек орудийной прислуги.
14—19 июня Апраксин ездил из Царицына на Ахтубу, где 17-го встретился с калмыкским ханом Аюкой и обсудил организацию похода. Хан согласился помочь царю, но сам идти не захотел, отговорившись старостью и болезнями, и послал своего сына Чакдержапа, внуков Жундука, Идосана, Амбо и Ибату, зятя Четерю, племянника и разных владетелей с войском в 20 474 всадника, часть которых носила железные доспехи. 19 июня калмыки под командованием Чапдержапа начали переправляться с луговой стороны Волги на нагорную и 27-го присоединились к Апраксину. Собственно чапдержаповых людей было 9500. Аюка был не самым надежным союзником, формально признавал власть Петра, но с 1705 года пытался балансировать между русскими и турками, о чём было хорошо известно Посольскому приказу. Тайные переговоры калмыцкого хана с султанским двором успеха не имели, так как османы не доверяли иноверцу, а царь привлек калмыков на свою сторону, позволив им с 1708—1710 годов кочевать до течения Дона в обмен на защиту восточных границ.

## Поход
3 июля войска выступили в поход и 5 августа, после 29 переходов, подошли к Азову. Регулярные войска Апраксина стали лагерем в версте от города с кубанской стороны, а калмыки расположились возле Дона выше и ниже Азовской крепости.
За пределами Азовского уезда начинались земли Крымского ханства (Кубанская Татария, или Кубанское сераскерство) и Османской империи (санджаки Ачу, Таманский и Адахунский). Обычный турецкий маршрут от Кубани к Азову шел по берегу Азовского моря, но заболоченные устья рек делали его пригодным только для кавалерии, тогда как пехоту и артиллерию турки направляли морем. Апраксин предпочел идти через безлюдную степь, что позволяло перебросить пехоту, пушки и обоз, а также обеспечивало скрытность передвижения. Выступив 14 августа, войска пересекли Кагальник, Ею, Сасык-Ею, Чалбасу и Кирпели. Первые столкновения с ногайцами произошли 24 августа в междуречье верховий Кирпели и Бейсуга. 26-го переправившись через Бейсуг, в сотне верст от Кубана, губернатор направил в Прикубанье передовой отряд в составе драгунского полка князя Львова, губернаторского шквадрона полуполковника Фефилатьева, Азовского шквадрона полковника Богданова (600 человек), 1500 донских и яицких казаков, всего 3400 человек, и калмыков Жундука, Идосана, Ибаты и Четери (14 000 человек).
29 августа, пройдя 200 километров, основные силы вышли к среднему течению Кубани. Русские нашли реку «великой и многомутной, берега неприступные, оба крутые и топкие, и с течением зело быстрым». В тот же день начались бои с ногайцами. Кубанские «салтаны» были ослаблены посылкой войск к хану Девлет-Гирею II, нуреддин отправился против кабардинцев в верховья Кубани, а Чан-Арслан в набег на южнорусские уезды. Застигнутые врасплох местные владетели не смогли дать организованного отпора войскам Апраксина, наступавшим при поддержке артиллерии, и «с великим страхом как могли по Кубану в крепкие места и за Кубань с женами и детьми бежали, топяся, с многим страхом, где их в тот день побито и в полон побрано, и в реке Кубани потонуло многие тысячи».
После этого боя Апраксин два дня стоял лагерем, ожидая подхода передового отряда, взявшего кубанскую столицу Копыл (резиденцию сераскира) и продвигавшегося к морю, разоряя ногайские юрты и селения некрасовцев на нижней Кубани. 31 августа войска двинулись вверх по реке, сделав четыре перехода, после чего губернатор, по выражению Бранденбурга, «окончил свое кровавое шествие среди огня и дыма, опустошив берега Кубани на 86 верст вверх по течению, да неизвестно ещё сколько вниз». 4 сентября Апраксин принял решение возвращаться назад, чем вызвал неудовольствие кабардинцев, которые разбили кубанский отряд и ожидали подхода русских.
Для отступления у губернатора могли быть веские причины: ещё 12 июля с турками был подписан Прутский мир и 2 августа Апраксин получил от брата-адмирала известие об окончании войны; основные силы Кубанской орды, вернувшись с Прута, могли окружить русских на Кубани; цель похода была достигнута, а действовать на второстепенном кабардинском направлении царские войска, вероятно, и не планировали.
Возвращаясь через устья степных рек и достигнув реки Чал (предположительно, Сал) в 50 верстах от Кубани, Апраксин узнал от пленных о возвращении Чан-Арслана с двадцатью кубанскими мурзами и 3000 китай-кипчаков из набега на Пензенский и Саратовский уезды, где они разорили 36 деревень. Губернатор выслал на перехват калмыков, которые не дали противнику подойти к Чалу и перебили почти весь татарский отряд. В плен было взято 120 человек, одному раненому мурзе и двум чёрным кубанцам удалось бежать. Было освобождено 2000 русских ясырей.
Узнав об отступлении русских, нуреддин (по мнению В. В. Грибовского и В. Д. Сеня им был Бахты-Гирей) собрал за Кубанью отряд из ногайцев, абазин и некрасовцев, погнался за неприятелем и вечером 5 сентября подошел к Чалу, став в двух верстах от лагеря Апраксина. В сражении, состоявшемся на следующий день, кубанцы были наголову разбиты, потеряли 1400 человек убитыми и 470 человек пленными, а калмыки преследовали их почти до самой Кубани. Всего, по отчету Апраксина, Кубанская орда за время похода потеряла 43 247 человек, из которых убитыми 15 757, пленными 22 490 и потонувшими в реке около 5000.
Калмыки взяли на Кубани крупную добычу: 2000 верблюдов, 39 200 лошадей, 190 000 «скотин рогатых» и 227 000 овец (часть захваченного, вероятно, была отбита у ногайцев, возвращавшихся из русского набега).
Части Апраксина потеряли убитыми, ранеными и пленными 691 человека, из них 150 русских, 541 калмыка, и 31 человека больными, пропавшими без вести и умершими в походе по разным причинам. 14 октября губернатор выступил из Азова к Царицыну, написав брату: «Итако милостью Божию и счастьем царского Величества оружия Кубань вконец разорена».
Вернувшийся в Казань, Апраксин 15 декабря получил грамоту Посольского приказа с благодарностью, подписанную Петром I в Риге 29 ноября. В приписке к Послужному списку Кубанского походу сообщается:

А как он сам в Казань возвратился, тогда того сына своего приказал маме вынести под одеялом в палату, где множество людей было, и благодарил его за мудрые его поступки, а он стал плакать, и ближний боярин ко всем людям молвил тако: «вот-ста, смотрите, какое у меня умное дитя: обрадовался мне да и плакать стал». И люди к нему ответствовали: «весь, государь, в тебя». На то он людям сказал: «Да не кого же де-ста быть, что не в нас, Апраксиных»— Бранденбург Н. Е. Кубанский поход 1711 года, с. 42

## Действия кабардинцев
В начале 1711 года кабардинские владетели решили вернуться в подданство России и в феврале договорились с начальником саратовского гарнизона Н. П. Беклемишевым о совместных действиях против турок. В июне в Азов прибыли кабардинские посланцы, обещавшие выставить до 15 000 всадников из Черкесии и Кабарды, а вместе с «чёрными работными людьми» до 30 000. На собрании в Большой Кабарде князь Александр Бекович-Черкасский обещал владетелям защиту России. Попытка Девлет-Гирея поднять против Кабарды кумыков, чтобы поставить под власть Крыма весь Северный Кавказ до самой персидской границы, результата не дала.
30 августа 5 тысяч кабардинцев под командованием брата Бековича-Черкасского, князя Татархана Бекмурзовича, пройдя сто верст, после короткого боя на берегу Кубани
рассеяли 10-тысячную армию нуреддина и полторы сотни некрасовцев, два часа преследовали противника, перебили 359 и пленили 40 человек, захватив 2700 лошадей. Многие ногайцы потонули, бросившись в реку. Раненый в ногу нуреддин ушел с малым числом людей. Из некрасовцев спаслись немногие. Кабардинцы потеряли 70 человек убитыми и 120 ранеными. В 1712 году Посольский приказ наградил трех главных князей мехами на 3000 рублей и 2000 рублей деньгами, а Пётр I 16 мая 1713 направил благодарственную грамоту.

## Последствия
Военно-политическое значение похода состояло в том, что русским впервые со времени Крымских походов князя Голицына удалось нанести удар по одной из богатейших провинций ханства, ногайцам была продемонстрирована уязвимость их владений, а возвращение кабардинцев под руку царя позволило открыть новое направление для вторжений на турецкую и татарскую территории, чем русские воспользовались в последующих войнах.
Турки и крымцы попытались вернуть Кабарду под свой контроль. В декабре 1711 года на черкесов напало 20-тысячное крымское войско, осенью 1712 года в Кабарду вторгся шеститысячный крымский отряд, а весной 1713 года состоялся новый набег. В 1713—1714 годах османы также пытались подчинить Кабарду при помощи дипломатии.
Бахты-Гирей, добившись власти в Кубанской орде, с 1713 года вел кровопролитную войну с калмыками, а начале 1715 года разгромил хана Аюку под Астраханью, разграбил его ставку и вывел в свой улус 60 000 человек, восполнив потери, нанесенные Апраксиным. Договорившись с Чакдержапом и Аюкой, в 1717 году Бахты-Гирей предпринял масштабный набег на Пензенский и Симбирский уезды, что заставило русских, больше не полагавшихся на союз с калмыками, начать строительство Царицынской сторожевой линии.